# Panenské jablíčko (opereta)
Panenské jablíčko (ve francouzském originále Pomme d'api) je opereta o jednom dějství francouzského skladatele Jacquese Offenbacha na libreto Ludovica Halévyho a Williama Busnacha z roku 1872. Její premiéra se konala 4. září 1873 v pařížském divadle Théâtre de la Renaissance.

## Vznik, charakteristika a historie
Přípravu operety s názvem Pomme d'api oznamoval tisk již v červenci roku 1872 pro zimní uvedení v Théâtre des Bouffes-Parisiens. Libretisté William Busnach a Ludovic Halévy a skladatel Jacques Offenbach ji psali pro Annu Judicovou, která se poté, co ji Offenbach objevil pro jednu z hlavních rolí v Králi Mrkvi (leden 1872), rychle stávala hvězdou. Sekundovat jí měli Marie-Blanche Peschardová a slavný komik Désiré (vl. jm. Amable Courtecuisse). První čtené zkoušky začaly v září 1872, ale v důsledku neshod s vedením divadla Offenbach o měsíc později své dílo stáhl.
Od léta 1873 Offenbach vedl Théâtre de la Gaîté a vedle toho na základě zvláštní smlouvy vykonával prakticky kontrolu nad repertoárem Théâtre de la Renaissance. Hned na otevření sezóny 1873/74 v tomto druhém divadle nasadil komponovaný večer ze svých děl. Aktovky Pan Karfiol si dovoluje pozvat... a Lékárník a kadeřník již byly pařížskému publiku známy, doprovodila je pařížská premiéra Dovolenky po večerce a na závěr programu původní premiéra, Panenské jablíčko.

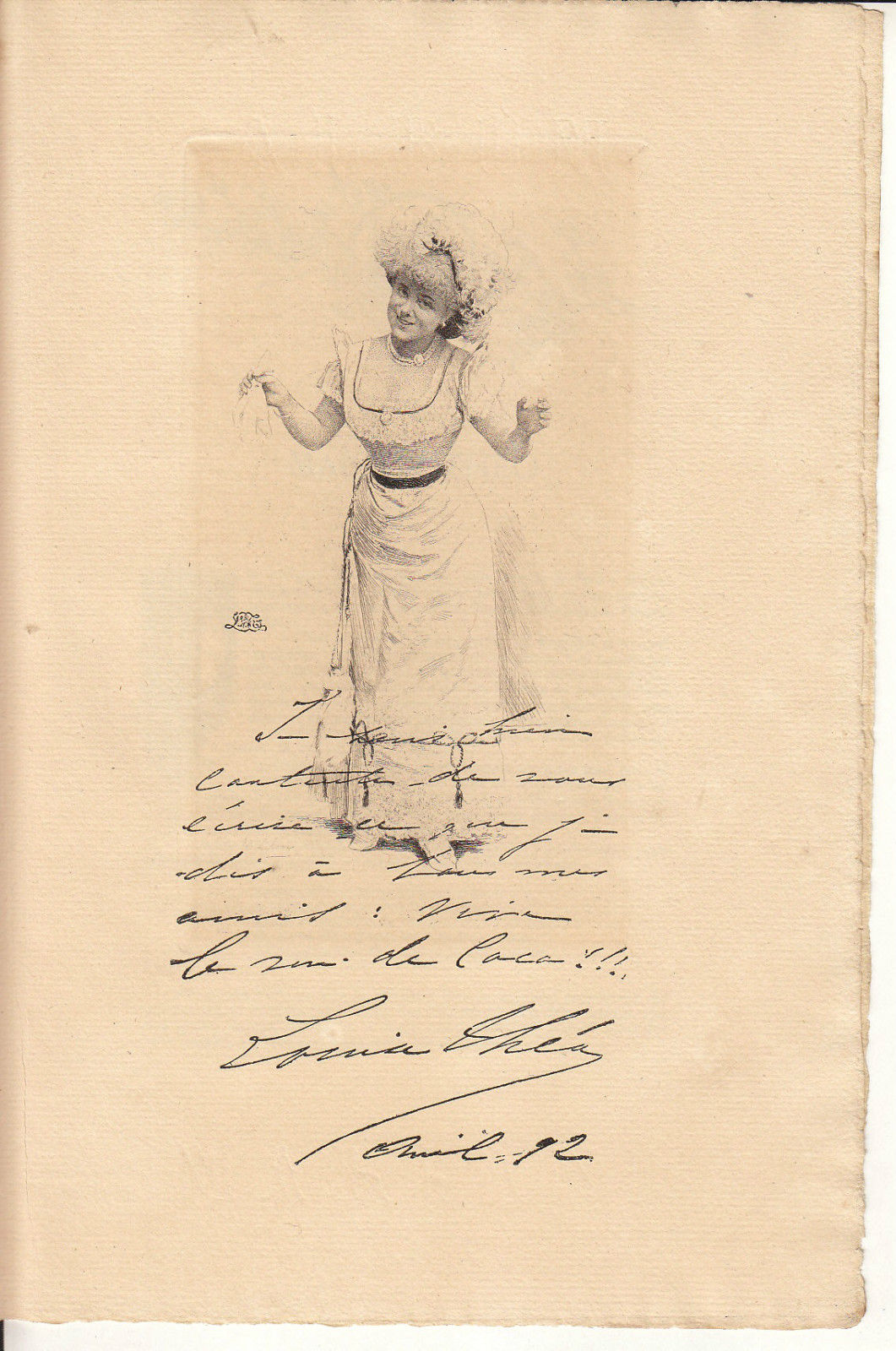
Louise Théo v době svého vystupování v šantánu

Offenbach riskoval a tři role této operety obsadil třemi faktickými debutanty. Hlavní roli získala čtyřiadvacetiletá Louise Théo (vl. jm. Anne-Louise Vachierová). Její děd se usadil v Paříži jako komediant a akrobat, její matka založila jednu z slavných koncertních kaváren (café-concert, šantán) a Louise Théo zpívala od časného věku nejprve v podniku své matky a poté ve slavném šantánu „Eldorado“, kde si jí všiml Offenbach a ihned jí nabídl divadelní příležitost. Kalhotkovou roli získala Anna Dartauxová, tanečnice z Opéry-Comique, která se zde poprvé představila jako herečka a zpěvačka. Trio doplňoval Daubray (vl. jm. Michel René Thibaut), komik dosud působící v provinčních divadlech. V něm Offenbach vycítil nástupce slavného Désiré, který zemřel právě tři dny po premiéře Panenského jablíčka.
Tento tah se vyplatil: Panenské jablíčko se ukázalo být velkým úspěchem, hrálo se denně až do 25. října 1873 celkem 51krát, po přestávce bylo hráno opět od 20. dubna 1874 a do konce sezóny nabralo dalších 61 repríz. (Po skončení sezóny ho navíc Louise Théo představila na turné i mimo Paříž, přičemž roli Gustava místo Anny Dartauxové převzala Marie-Blanche Peschardová, pro niž byla původně napsána.) Kritika sice považovala Panenské jablíčko z hudebního hlediska za méně významné než Dovolenku po večerce, ale chválila Dartauxovou, předpovídala velkou budoucnost Daubrayovi a vynášela Louise Théo jako novou operetní hvězdu – Le Figaro dokonce předvídal pro Théâtre de la Renaissance nástup „théokracie“. Offenbach s využitím jejího talentu neotálel a již 29. listopadu 1873, necelé tři měsíce po jejím debutu, měla v témže divadle premiéru tříaktová opéra comique Hezká voňavkářka, jejíž titulní role byla napsána také přímo pro ni. Úspěch obou titulů znamenal nejen začátek divadelní kariéry pro Louise Théo, ale také návrat skladatele do přízně pařížského publika po vlně protioffenbachovských nálad po prohrané prusko-francouzské válce.

## Charakteristika
Libreto Panenského jablíčka je v kontextu Offenbachovy tvorby překvapivé svým realistickým tónem. Motiv společensky výše postaveného a staršího muže snažícího se svést služebnou dívku je v komické opeře běžný již od 18. století, ale realistické až naturalistické prvky (na jevišti se škrábou brambory a roštují kotlety, milenci v romantickém okamžiku vzpomínají na piknik se studenou telecí paštikou) dodávají této komedii psychologickou hloubku a až sociálně kritický tón.
Hudba obsahuje výrazná čísla, zvláště pro charakterizaci titulní hrdinky, jako její svádivý vstupní kuplet a sebevědomé rondo J'en prendrais un, deux, trois…. Publikum i kritika však již v době vzniku oceňovaly i lyričtější místa – obě romance Gustava a duet milenců, „zdařile zachycující náladové proměny“ (M. Šulc). Největší popularitu získal tercet o grilu, který je dodnes atraktivním koncertním číslem. Podle Offenbachova českého životopisce, muzikologa Miroslava Šulce, charakterizuje hudbu Panenského jablíčka „spořádanější tón, zabíhající mnohde až do lítostivé sentimentality“.
Opereta má předehru a osm zpěvních čísel.

## Inscenační historie

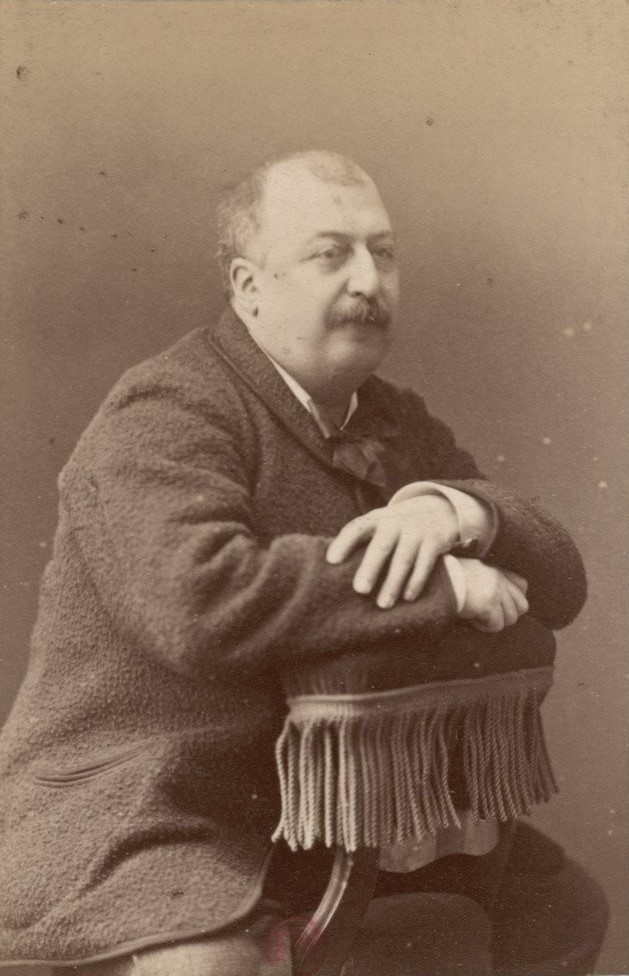
William Busnach, spoluautor libreta Panenského jablíčka

V 70. letech 19. století se již Offenbachova díla nešířila po Evropě s takovou rychlostí jako v předchozím desetiletí, Panenské jablíčko však bylo přesto uvedeno na obou místech, která byla pro další cesty zásadní. V Londýně je s úspěchem uvedlo Gaiety Theatre pod názvem The Love Apple, a to poprvé 24. září 1874. Pomme d'api se pak v anglosaských zemích hrálo a dosud hraje v nejrůznějších úpravách a pod nejrůznějšími názvy, zejména Poor Mignonette, Wild Rose nebo The Red Apple.
Mnohem méně příznivě dopadlo premiérové nastudování ve Vídni. Panenské jablíčko tam pod názvem Nesthäkchen (tj. přibližně „benjamínek“) uvedlo 22. listopadu 1877 divadlo Theater an der Wien. Kritika se k operetě postavila blahosklonně – Neue Freie Presse ji označila jako „textem i hudbou velmi jednoduchý, ale svěží a půvabný žánrový obrázek z pařížského lidového života“ – zato však publikum přijalo dílo velmi chladně. Nemalou vinu za neúspěch kladl tisk interpretům, mezi nimž se chvály dočkal pouze slavný Alexander Girardi jako Rabastens. Již po druhé repríze bylo Nesthäkchen staženo z repertoáru.
Po tomto nepodařeném nástupu se Panenské jablíčko na německých a obecně středoevropských scénách neusadilo. V Německu se příležitostně hrálo pod názvy „Onkel hat's gesagt“ a „Was sagt Onkel…“ (klavírní výtah a přeložené a přepracované libreto K. Herbsta vyšly v Berlíně a Drážďanech roku 1880, žánrové označení je singspiel). O menší renesanci tohoto díla na německé půdě se zasadil Festival Jacquese Offenbacha v Bad Ems, který Panenské jablíčko uvedl roku 1986 a podruhé, na základě nového kritického vydání J.-C. Kecka, roku 2007.
Větší ohlas než ve střední Evropě mělo Panenské jablíčko v Rusku a později v Sovětském svazu, kde je známo pod názvem Jabloko razdora (Яблоко раздора, tj. „jablko sváru“). Častěji se hraje také v Itálii. V Dánsku je uvedlo 12. září 1886 uvedlo kodaňské divadlo Dagmarteatret v překladu H. R. Hunderupa pod názvem Smørblomst; dosáhlo zde 12 repríz a pod titulem Lille Kylle se hrála později v kodaňském divadle Tivolis Glassal (1903) a v letním divadle Sommerlyst ve Frederiksbergu (1909).
Ve francouzsky mluvícím světě patří Panenské jablíčko mezi často hrané Offenbachovy aktovky, zejména malými, amatérskými nebo festivalovými soubory. Významná však byla inscenace režiséra Roberta Dhéryho v Théâtre national de l'Opéra-Comique v letech 1979–1984 (spolu s operetami Pan Karfiol si dovoluje pozvat… a Dámy z tržnice pod společným názvem Vive Offenbach!). Z inscenací 21. století lze zmínit festival Opéra de Barie roku 2008 a roku 2016 , festival v Étretatu roku 2009, inscenace hraná v Bologni, Jesi a Lugu v letech 2009–2011, nebo inscenace v Théâtre des Rendez-Vous d'Ailleurs! roku 2011, inscenace v Avignonu roku 2013, v divadle v Abbeville roku 2014, v ženevské Komorní opeře (Opéra de Chambre de Genève) roku 2015, koncertní uvedení v Rennes (2014), inscenace na festivalu des Châteaux de Bruniquel (2016) nebo na operetním festivalu v Lamalou-les-Bains (2008, 2017). Posledním je koprodukce divadel v Nice, Avignonu, Toulonu a Marseille (2019–2020).
Francouzský rozhlas pořídil v letech 1945–1974 ne méně než sedm záznamů této operety.
Ve 20. a 21. století v divadelní praxi jasně převládá obsazení mladší mužské úlohy tenoristou namísto kalhotkové role.

## Osoby a první obsazení

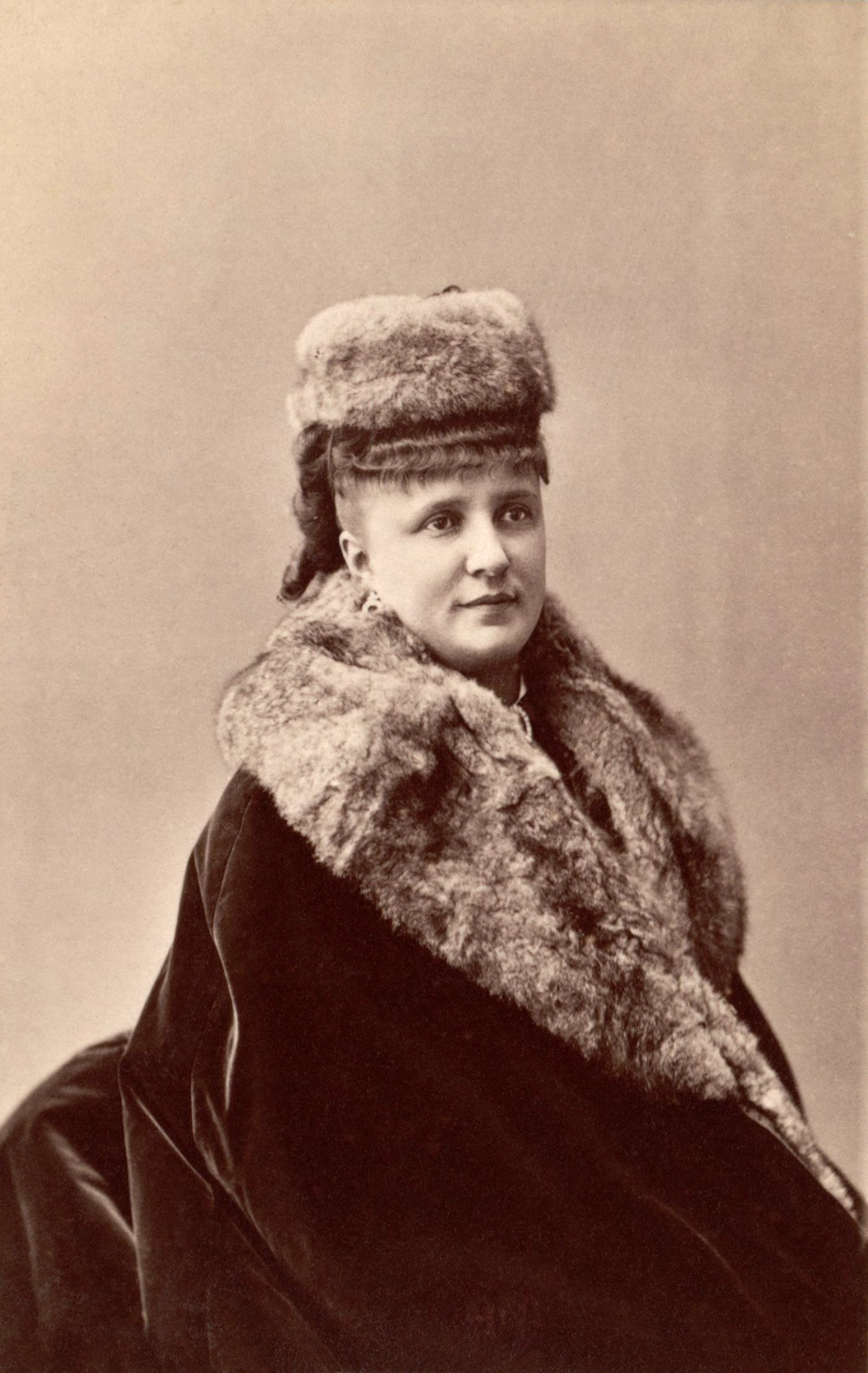
Anna Dartaux, první Gustave

| osoba                                                 | hlasový obor   | světová premiéra (4.9.1873)           | vídeňská premiéra (23.12.1876) |
| ----------------------------------------------------- | -------------- | ------------------------------------- | ------------------------------ |
| Rabastens                                             | baryton        | Daubray (vl. jm. Michel René Thibaut) | Alexander Girardi              |
| Gustave, jeho synovec (v původní verzi rôle travesti) | soprán (tenor) | Anna Dartaux                          | Karoline Tellheim              |
| Catherine                                             | soprán         | Louise Théo                           | Anna Dombrowska                |
| Dirigent:                                             | Dirigent:      | Jacques Offenbach                     | ...                            |

## Děj operety
(Salon v Paříži) Amilcare Rabastens, majitel továrny na šicí stroje na odpočinku, právě propustil kuchařku a očekává novou služku, kterou mu měla poslat zprostředkovatelská agentura. Popisuje dotazník, který k tomu musel zodpovědět (č. 1 kuplet L'employé m'a dit: De quel âge). Kromě služky očekává i svého synovce Gustava. Ten žil donedávna s dívkou zvanou Pomme d'api, Panenské jablíčko, kterou miloval. Jenže Rabastens je zatvrzelý starý mládenec a sukničkář a zároveň nepřítel známostí delších než tři měsíce – a známost Gustava a Pomme d'api trvala už téměř dva roky!
Skleslý Gustave přichází se svými kufry. Poslechl strýcova příkazu, ale s těžkým srdcem (č. 2 kuplet/romance Mon oncle, ne vous fâchez pas). Přes své zoufalství se ptá po večeři, jenže s tou je třeba počkat na novou služku. A ta se již ohlašuje u dveří: je to mladá venkovanka jménem Catherine (č. 3 kuplet Bonjour, monsieur, je suis la bonne). Jemným koketováním a předstíranou nevinností Rabastense brzy okouzlí a mimo jiné se od něj dozví, že to on naléhal na synovcův odchod od milenky, který Gustave těžce nese. Když ji Rabastens odvádí do kuchyně, poprvé se letmo potkají s Gustavem, který je jako ohromený: nová služka není nikdo jiný než jeho „Panenské jablíčko“. Za okamžik se strýc i služka vracejí, protože Rabastensovi se zdálo v kuchyni příliš chladno a z obavy o Catherinino zdraví rozhodl, že upečou kotlety v saloně. On a Catherine posílají zmateného a vzpouzejícího se Gustava pro gril (č. 4 tercet o kotletách Va donc, va donc chercher le gril).

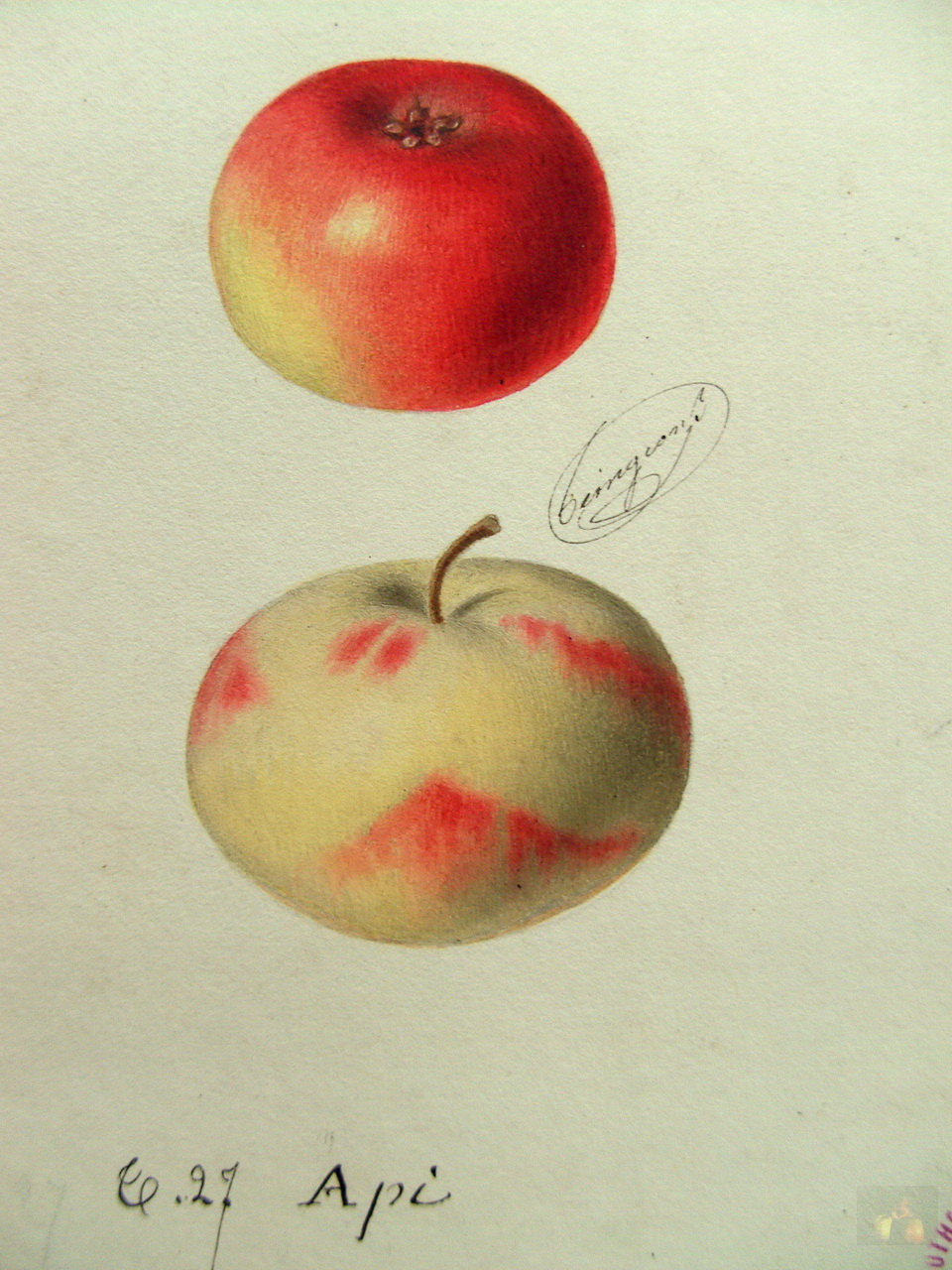
Pomme d'api – panenské jablíčko, akvarel Alphonse Mase

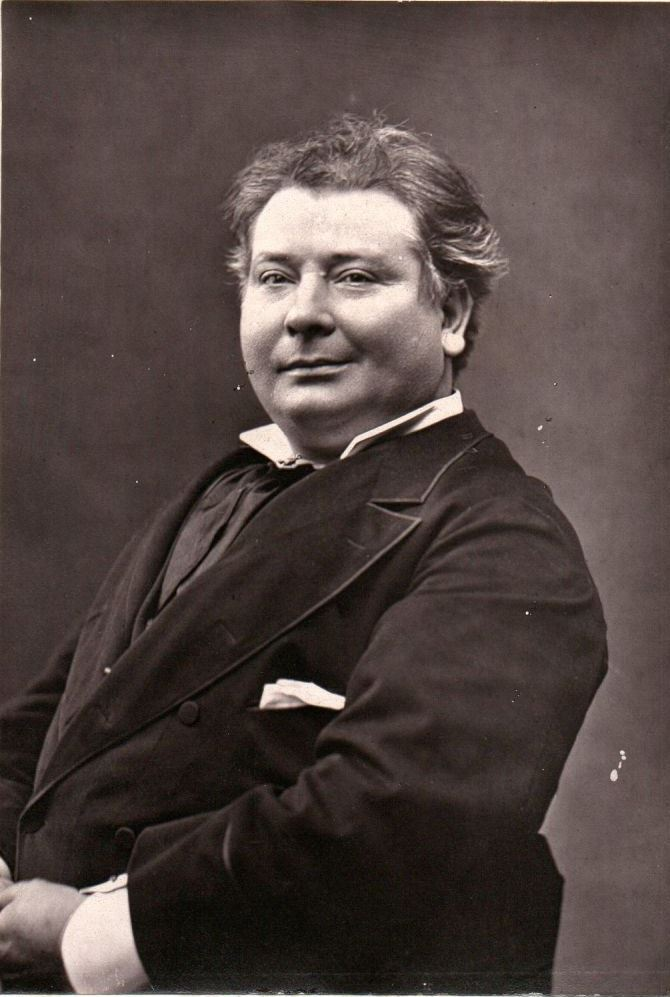
Daubray, první představitel Rabastense

V průběhu přípravy konfrontuje Gustave poprvé Catherine, ale ta se necítí povinna mu cokoli vysvětlovat. Ukáže se, že mezi zásobami jsou jen dvě kotlety. Rabastens trvá na tom, aby Catherine jedla s nimi, ale protože Gustave odmítá dodatečné maso koupit a pohlednou služku nechce Rabastens zatěžovat, vydává se je koupit osobně. Gustave a Catherine zůstanou sami. Gustave věří, že se Catherine přihlásila na toto místo, protože ho stále miluje, a přesvědčuje ji, aby spolu utekli. Ale Catherine se tváří, že jí je bývalý milenec lhostejný. Gustave se ji snaží obměkčit fotografií z jejich výletu do Nanterre, kde byla korunována „královnou růží“ (č. 5 duet C'est un dimanche, un matin… Sur cette photographie je signe et ratifie). Catherine je dojata, ale trvá na tom, že mezi nimi je vše skončeno.
Rabastens se vrací s luxusním občerstvením – paštika, humr, hrozny, šampaňské… Hodlá usilovat o Catherininu přízeň a při prostírání stolu se jí vyptává na předchozí zaměstnavatele. Catherine prozrazuje, že dosud zaměstnána nebyla, ale měla poslední dva roky milence, který ji však opustil… Rabastens se usadí s oběma ke stolu a radí Gustavovi zapomenout na svou milenku a Catherine zapomenout na svého milence – a raději si s ním připít (č. 6a tercet a píseň À table, à table… Versez, versez, versez encor). Vínem povzbuzená Catherine tvrdí, že milence pustí z hlavy a místo toho si najde ne jednoho, ale dva, tři, čtyři, pět… nejrůznějších postav a povolání (č. 6b rondo J'en prendrais un, deux, trois, quat', cinq).
Poté Catherine koketuje s Rabastensem a nechá se jím i obejmout. To je na Gustava moc, rozčílí se a odchází si opět sbalit kufry. Catharine je nyní přesvědčena, že ji skutečně stále miluje. Rabastens jí nabízí hmotné zabezpečení, stane-li se jeho milenkou, a Catherine se ostentativně obrací na Gustava se žádostí o radu, zda má nabídku přijmout. Gustave jí dává prostou radu: ať se rozhodne podle svého srdce. Nemiluje-li již svého dosavadního milého, ať nabídku přijme, a jestli ho stále miluje, ať ji odmítne (č. 7 romance Consultez votre cœur, car lui seul est en cause). Catherine se mu vrhá do náruče a teprve teď se Rabastens dozvídá o tom, že Catherine je ono „Panenské jablíčko“. Nejdříve zuří a snaží se mladý pár od sebe odtrhnout, ale brzy změní názor. Zvyšuje Gustavovi apanáž a do tří týdnů jim hodlá uspořádat svatbu. Catherine a Gustave jsou šťastni, ale dívka mládence varuje: ať si s ní napříště nezahrává, protože jinak to bude ona, kdo ho opustí a nebude mít potíže najít jiného milence (č. 8 finále s reprízou J'en prendrais un, deux, trois, quat', cinq).

## Instrumentace
Dvě flétny (2. též pikola), hoboj, dva klarinety, fagot; dva lesní rohy, dvě trubky, pozoun; tympány, bicí souprava; smyčcové nástroje (housle, violy, violoncella, kontrabasy).

## Nahrávky
- 1953 (MELODIJA, D 034 503/504; ND 1770/1773 – 2 LP) Zpívají: (Rabastens) Vladimir Zacharov, (Gustave) Matvej Matvejev, (Catherine) L. Isajeva. Orchestr Státního rozhlasu SSSR řídí Jevgenij Akulov.
- 1970 (bez dialogů, rozhlasová nahrávka ORTF, na LP A.N.N.A. RECORD COMPANY, ANNA 1015). Zpívají: (Rabastens) Michel Dnes, (Gustave) Michel Sénéchal, (Catherine) Eliane Lublin. Orchestr Office Radiodiffusion Télévision Française řídí Pierre Michel Le Conte.
- 1982 (nahrávka z koncertu v Monte Carlu, LP EMI, 2C 157-173 1743, HIS MASTER’S VOICE, SLS 173 1743, CD 2009 EMI, CDS7 49 361-2) Zpívají (Rabastens) Jean-Philippe Lafont, (Gustave) Léonard Pezzino, (Catherine) Mady Mesplé. Orchestre philharmonique de Monte Carlo řídí Manuel Rosenthal.
- 1983 (živá nahrávka, Lutych; LP BOURG, BG 2010, CD BOURG, BGC 6) Zpívají: (Rabastens) André Payol, (Gustave) Jacques Ducros, (Catherine) Claudine Granger. Les Solistes de Liège řídí Emmanuel Koch.
- 1987 (rozhlasová nahrávka, oficiálně nevydaná) Zpívají: (Rabastens) Enzo Florimo, (Gustave) Rolf Knapper, (Catherine) Anette Stridh. Záznam inscenace Södra teatern ve Stockholmu 20. května 1987 (ve švédštině).[29]